# Reserva Florestal do Morro Grande
A Reserva Florestal do Morro Grande constitui-se num riquíssimo remanescente de Mata Atlântica brasileira ainda preservado, com fauna e flora diversificados e ainda pouco estudados, sob jurisdição da SABESP em função dos mananciais que abriga.
Fazendo parte da Reserva da Biosfera do Cinturão Verde de São Paulo, a Reserva do Morro Grande se estende por 10 870 hectares dentro do município de Cotia, no estado de São Paulo. Foi criada em 4 de abril de 1979, promulgada a Lei 1949.